# Whokill
Whokill è il secondo album in studio della musicista e cantautrice statunitense Tune-Yards, pubblicato nel 2011.

## Tracce
Testi e musiche di Merrill Garbus, tranne dove indicato.
1. My Country – 3:40
2. Es-So – 3:29
3. Gangsta – 3:58 (Nate Brenner, Garbus)
4. Powa – 5:03
5. Riotriot – 4:13
6. Bizness – 4:23 (Brenner, Garbus)
7. Doorstep – 4:16
8. You Yes You – 3:33 (Brenner, Garbus)
9. Wooly Wolly Gong – 6:06
10. Killa – 3:12 (Brenner, Garbus)